# Houdiabousse
Houdiabousse est un village de la communauté rurale de Diembéring CR, située dans l'arrondissement de Kabrousse et le département d'Oussouye, une subdivision de la région de Ziguinchor dans la région historique de Casamance dans le sud du pays.
Il se trouve dans l'Arrondissement de Kabrousse, au sein de la Communauté rurale de Diembéring CR.

## Géographie

### Population
| 1962                                                             | 1968 | 1975 | 1982 | 1990 | 1999 |
| ---------------------------------------------------------------- | ---- | ---- | ---- | ---- | ---- |
| 0                                                                | 0    | 0    | 0    | 0    | 0    |
| Nombre retenu à partir de 1962 : Population sans doubles comptes |      |      |      |      |      |